# 清水公園駅
清水公園駅（しみずこうえんえき）は、千葉県野田市清水公園東一丁目にある、東武鉄道野田線（東武アーバンパークライン）の駅。駅番号はTD 15。

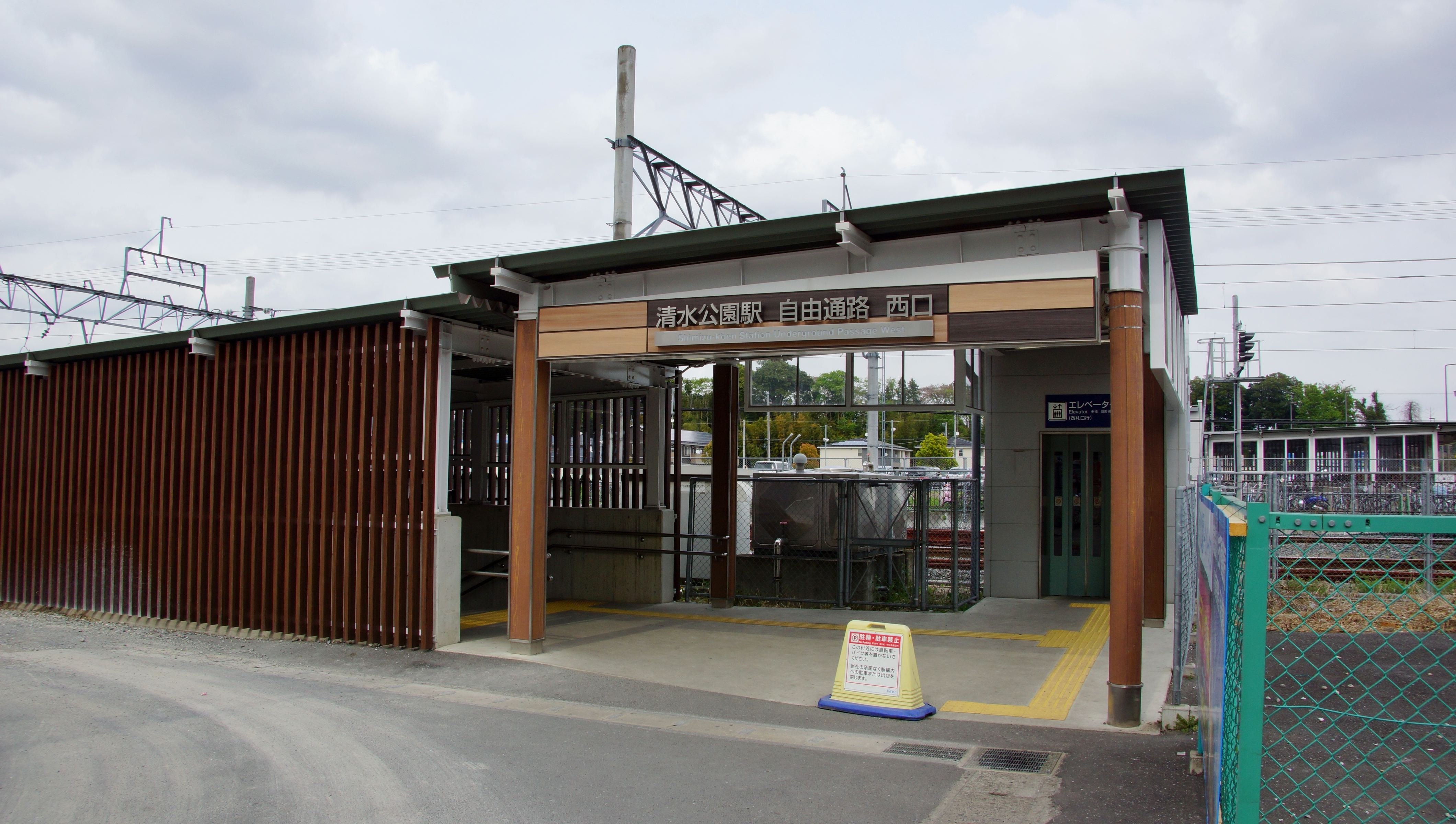
西口（2016年4月）

## 歴史
- 1929年（昭和4年）
  - 9月1日：北総鉄道野田線野田町駅（現・野田市駅） - 当駅間延伸時に終着駅として開設[1][2]。
  - 11月22日：北総鉄道が総武鉄道へ社名変更。
- 1930年（昭和5年）10月1日：野田線当駅 - 粕壁駅（現・春日部駅）間延伸、途中駅となる[3]。
- 1944年（昭和19年）3月1日：陸上交通事業調整法に基づき、東武鉄道が総武鉄道を吸収合併、同社野田線の駅となる。
- 2007年（平成19年）3月12日：地下駅舎使用開始[4][5]。
- 2015年（平成27年）5月24日：駅ホーム改修工事完成に伴い、1番線使用停止。同時に3番線使用再開[6]。
- 2021年（令和3年）3月28日：当駅 - 梅郷駅間高架化[7]に伴い、3番線使用停止。同時に1番線使用再開。
- 2023年（令和5年）10月29日：1番線使用廃止。旧2番線を新1番線、旧3番線を新2番線へそれぞれ変更。同時に新2番線使用再開[8][9]。

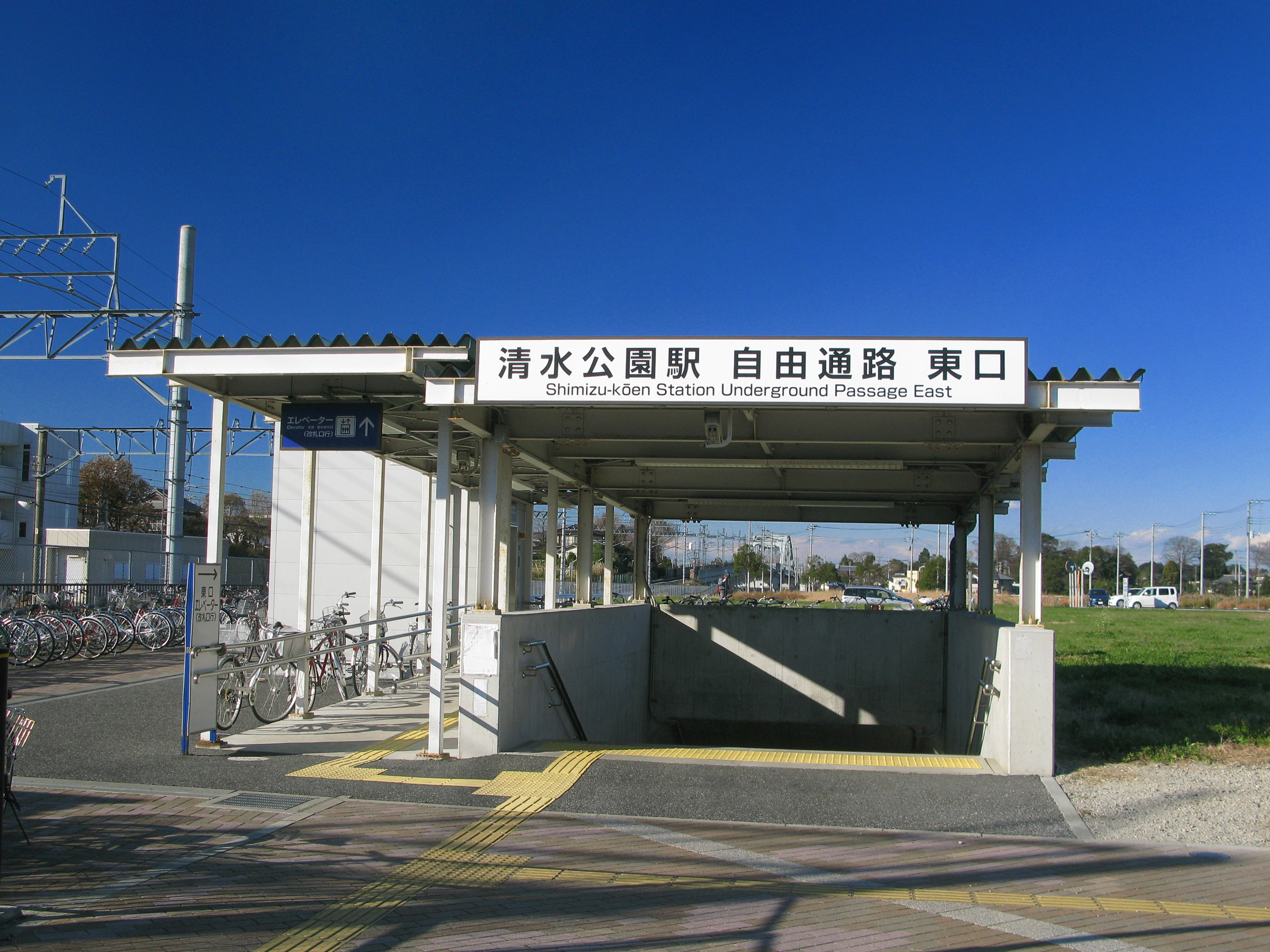
改修前の東口（2012年12月）
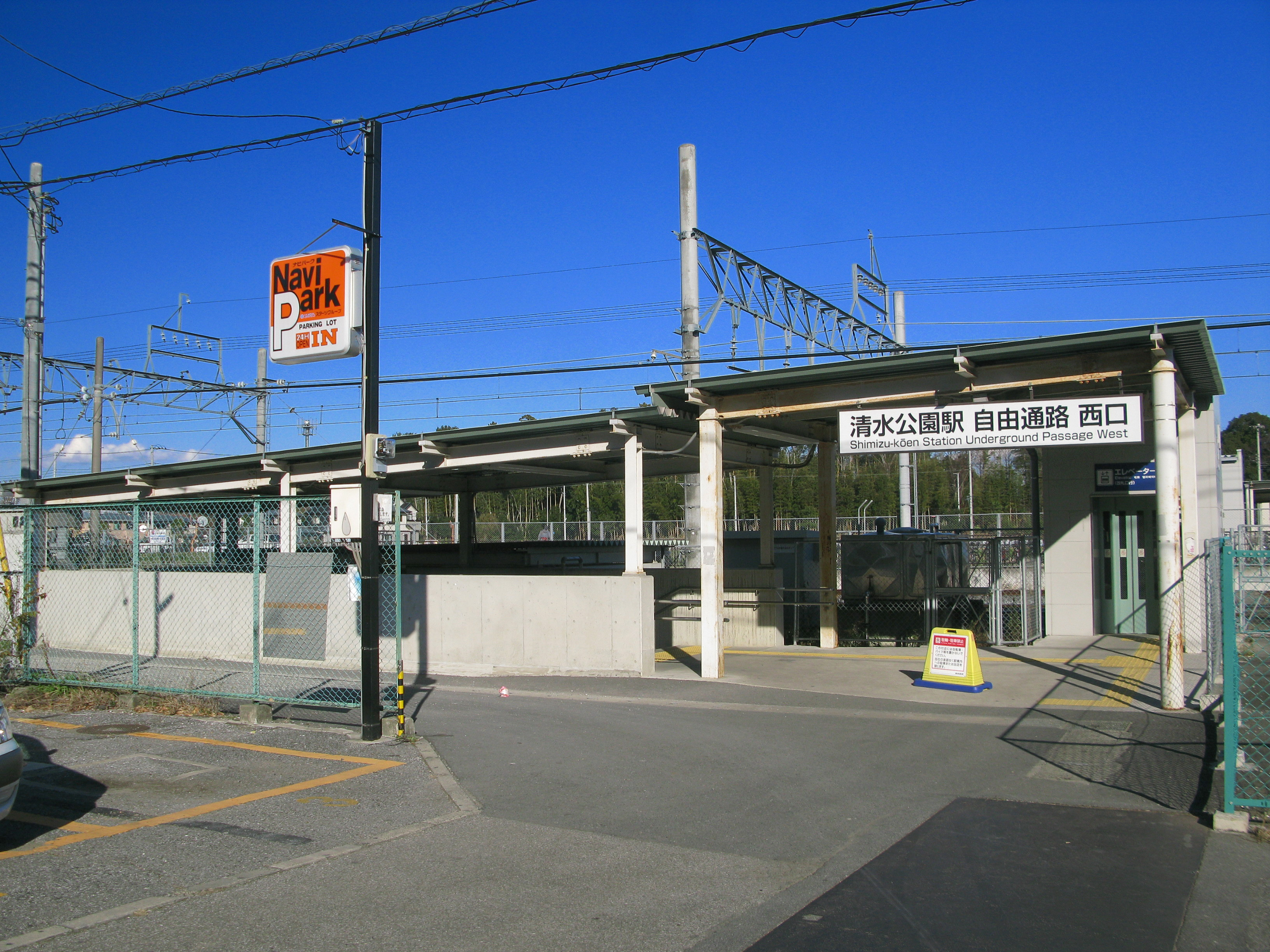
改修前の西口（2012年12月）

## 駅構造
島式ホーム1面2線を有する地上駅（構造変遷は#のりばを参照）。2007年（平成19年）3月12日より使用開始した現駅舎は東西連絡地下道と同一レベルにあり、ホームと東口・西口地上部間をそれぞれ連絡するエレベーターも設置されている。トイレは多目的トイレを併設した男女別水洗式で、地下改札内コンコースに設置されている。旧駅舎であった頃は地上に改札内外の双方から入れる構造の汲み取り式トイレが新設され、改札内は男女別、改札外は男女共用であったが、地下駅舎建設工事に際し撤去された。
旧駅舎は、清水公園玄関口として、出入口に神社のような「ひさし」のついた車寄せがあった。清水公園は日本さくら名所100選に選定されており、桜開花シーズンには当駅での乗降客が増えることから、臨時出札窓口も2窓設置されていた。
2023年度（令和5年度）完成を目指して工事が進行している当駅 - 梅郷駅間連続立体交差事業に合わせて、2014年度（平成26年度）に島式ホーム改修工事が実施された（2015年春完成）。

### のりば
元々の構造（2007年〈平成19年〉3月9日まで）
駅舎側単式ホームを上り本線（1番線）、島式ホームを下り本線（2番線）と下り副1番（3番線）として使用していた。下り副1番のみ上下線双方に出発可能で、当駅 - 柏駅間の区間列車折返しに使用されていた。
当駅 - 柏駅間区間列車廃止
2007年（平成19年）3月10日より、当駅 - 柏駅間の区間列車を廃止。同時に3番線の使用を停止し、相対式ホーム2面2線となった。
連続立体交差事業
当駅 - 梅郷駅間連続立体交差事業に伴い、2015年（平成27年）5月24日より1番線を使用停止、2番線を上り本線、3番線を再開し下り本線へそれぞれ切替えた。島式ホーム1面2線となった。
2021年（令和3年）3月28日の高架切替に伴い、1番線を再開し上り本線、2番線を下り本線にそれぞれ切替え、3番線を再度使用停止した。これに伴い、相対式ホーム2面2線となった。
連続立体交差事業進捗に伴い、2023年（令和5年）10月29日より、1番線を廃止、旧2番線を新1番線に改称した上で上り本線に、旧3番線を新2番線に改称した上で再開し下り本線へそれぞれ切替えた。島式ホーム1面2線となり、現在に至る。
| 番線 | 路線                     | 方向 | 行先     |
| ---- | ------------------------ | ---- | -------- |
| 1    | 東武アーバンパークライン | 上り | 大宮方面 |
| 2    | 東武アーバンパークライン | 下り | 柏方面   |

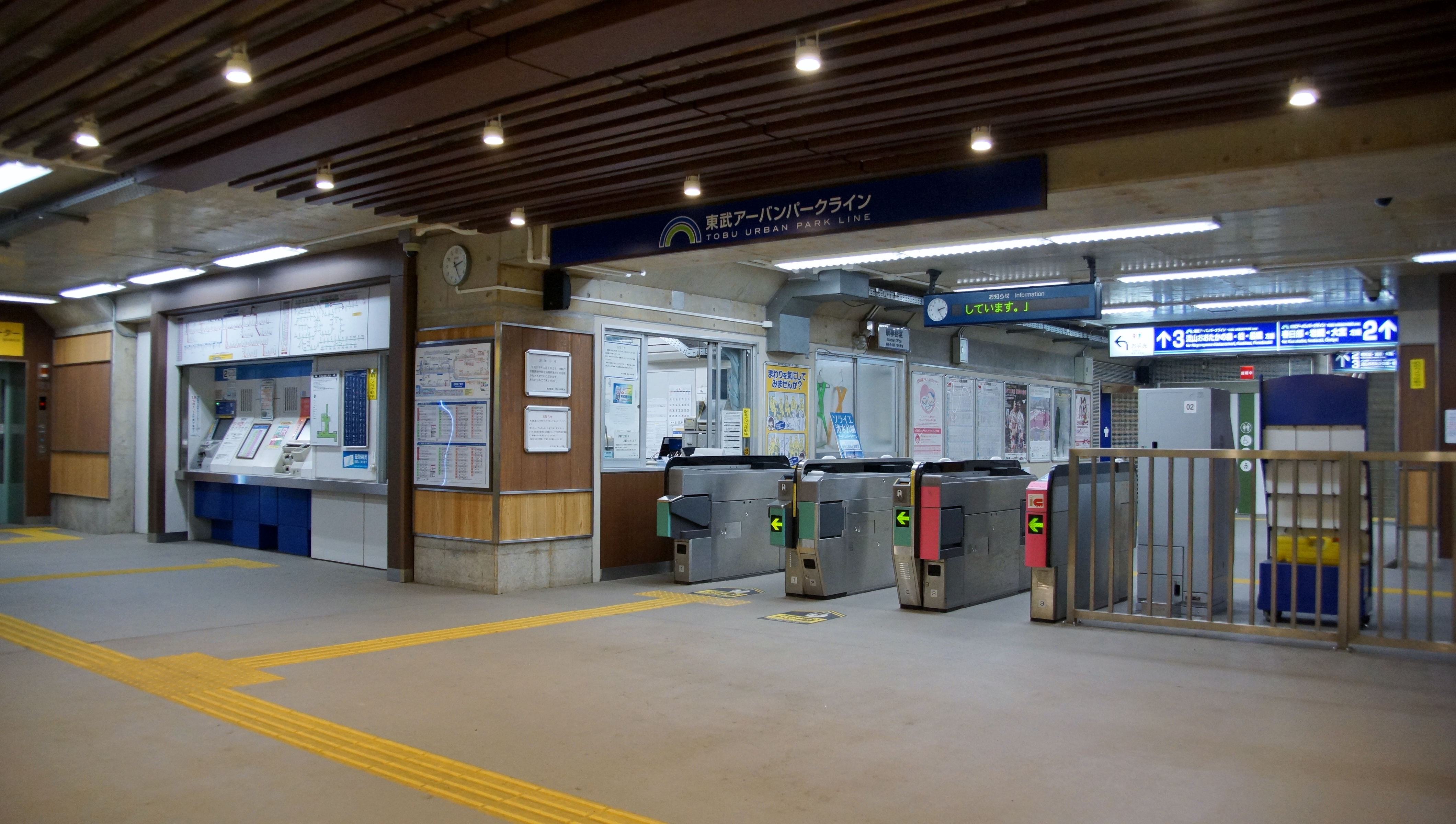
改札口（2016年4月）
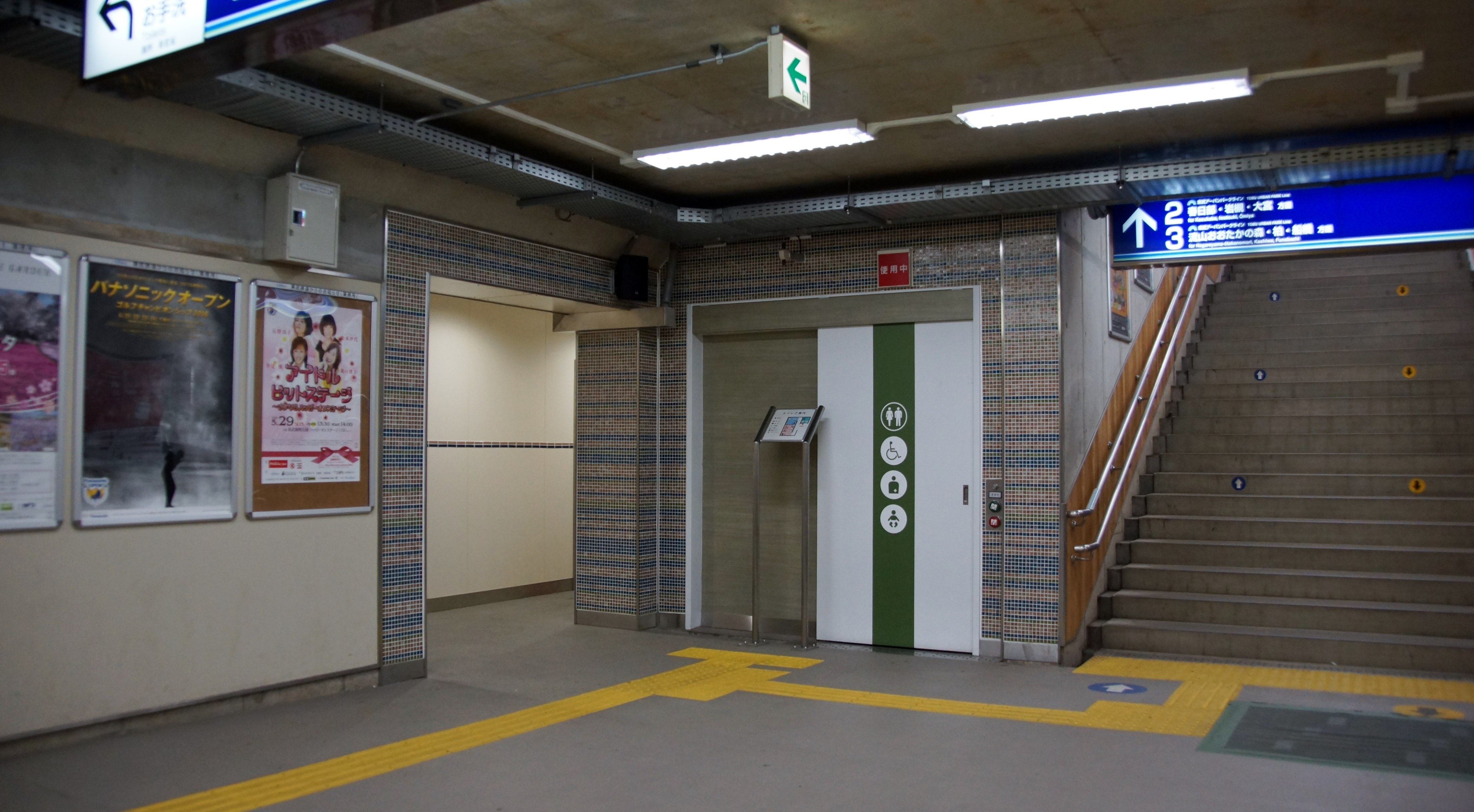
駅構内（2016年4月）
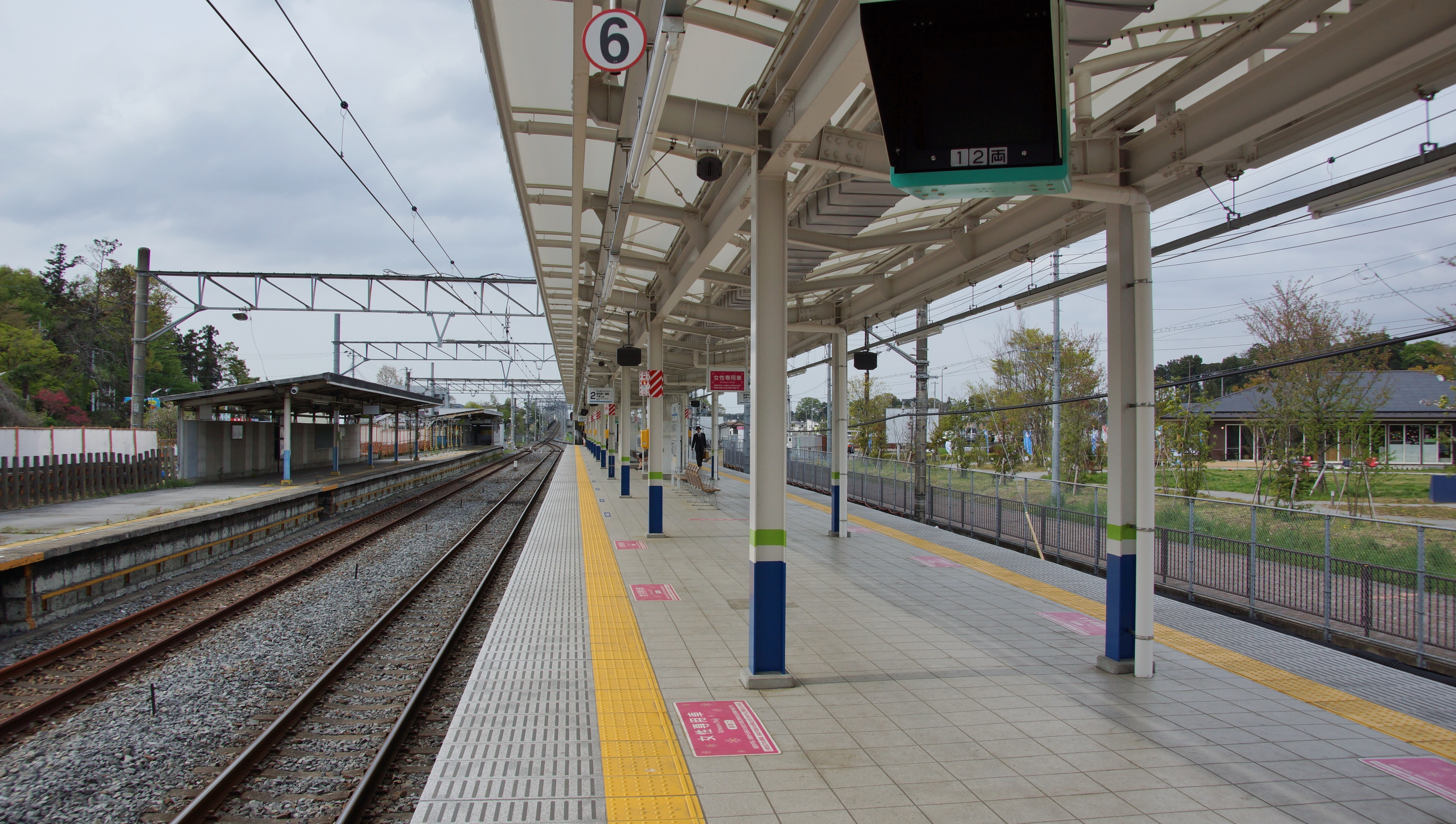
駅ホームより北側を望む※撮影時は2・3番線（2016年4月）
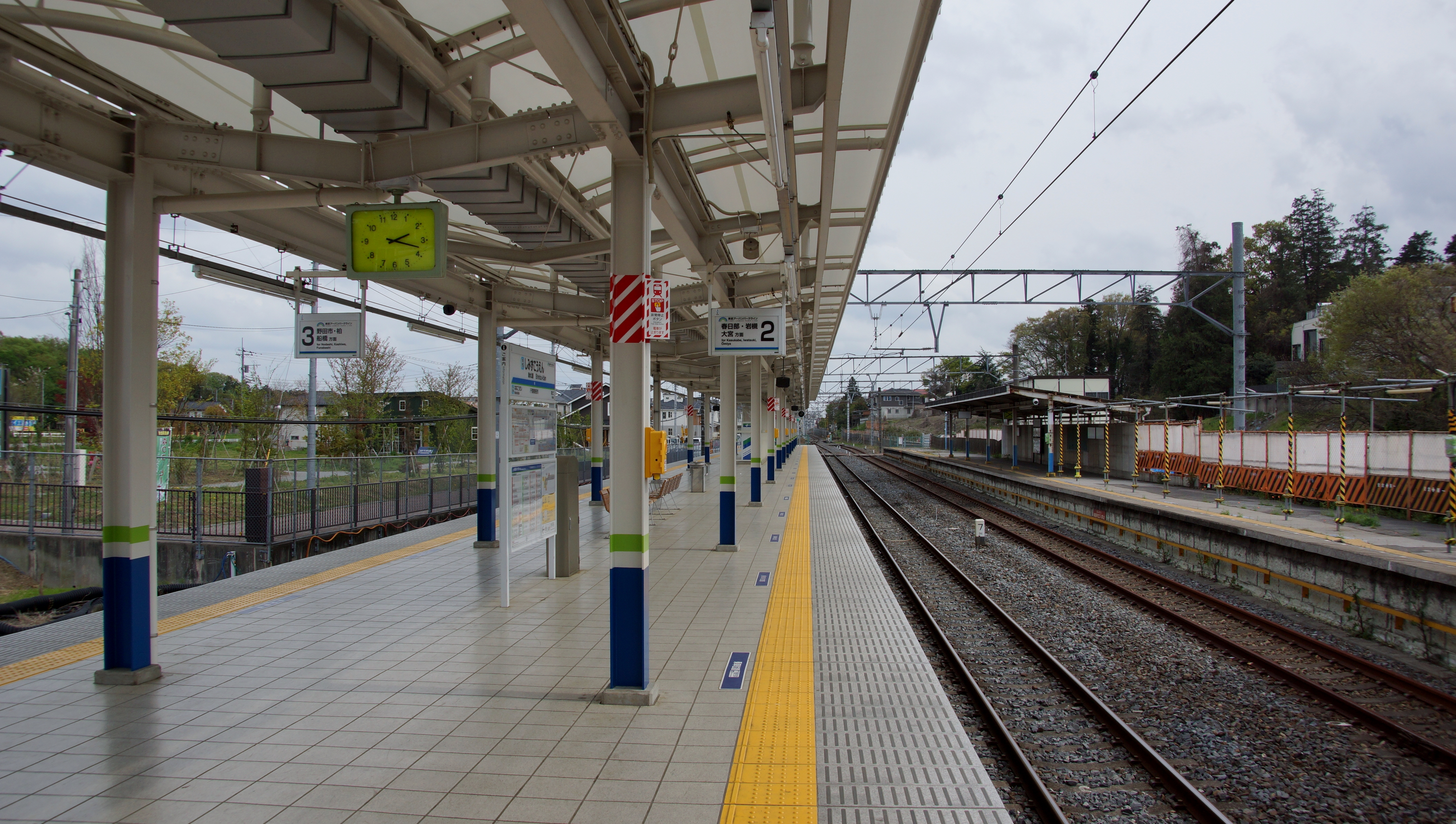
駅ホームより南側を望む※撮影時は2・3番線（2016年4月）
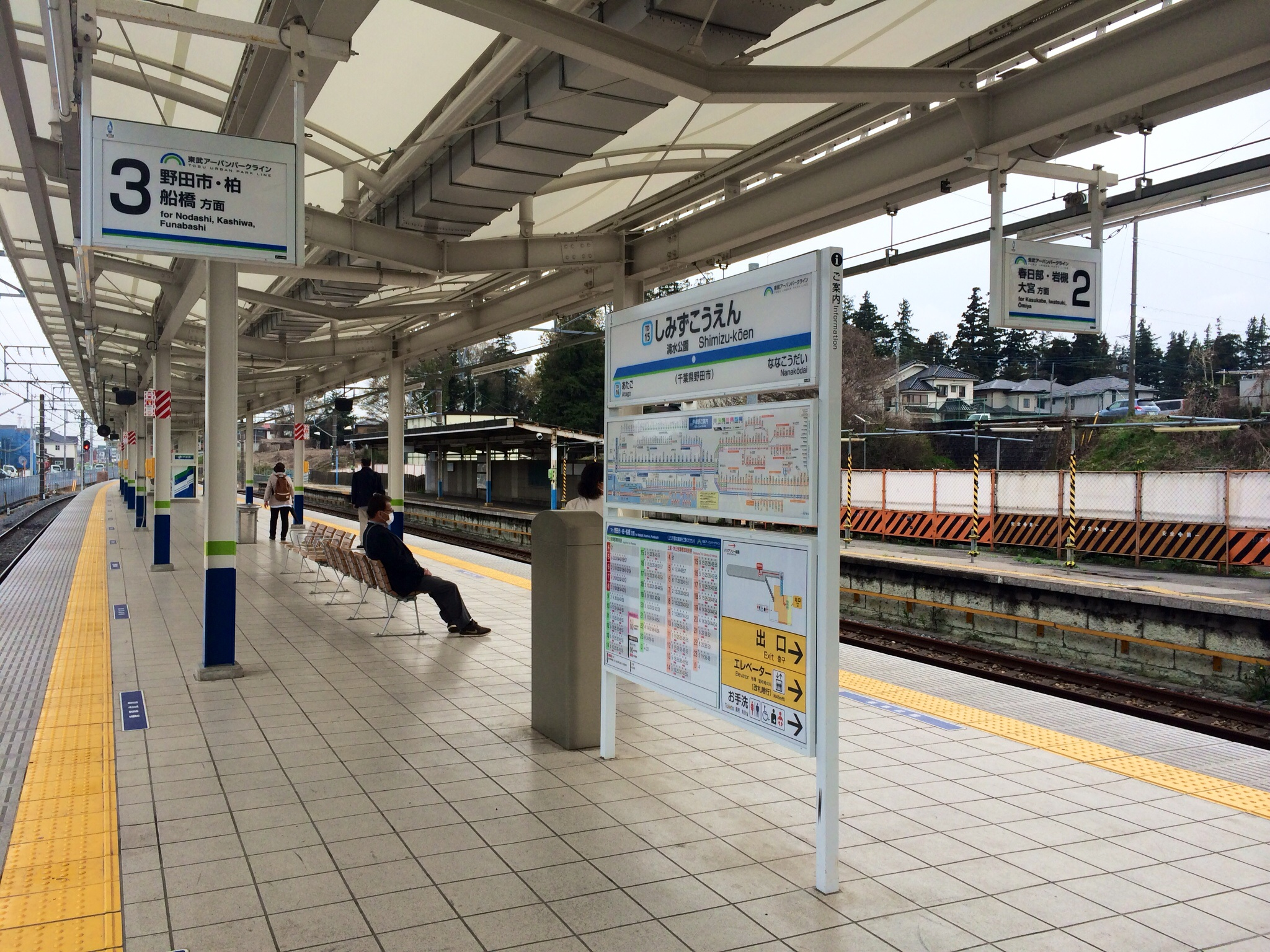
駅名標（2016年4月）

## 利用状況
2024年度（令和6年度）の1日平均乗降人員は4,875人である。2006年度（平成18年度）に七光台駅を下回ってからは、野田線の駅で最も乗降人員が少ない駅となっているが、近年は周辺宅地開発のため増加傾向にある。
近年の1日平均乗降・乗車人員の推移は以下の通り。
| 年度               | 1日平均 乗降人員 | 1日平均 乗車人員 | 出典       |
| ------------------ | ---------------- | ---------------- | ---------- |
| 2001年（平成13年） | 3,505            | 1,812            |            |
| 2002年（平成14年） | 3,372            | 1,751            |            |
| 2003年（平成15年） | 3,425            | 1,792            |            |
| 2004年（平成16年） | 3,153            | 1,783            |            |
| 2005年（平成17年） | 3,485            | 1,815            |            |
| 2006年（平成18年） | 3,529            | 1,815            |            |
| 2007年（平成19年） | 3,533            | 1,818            |            |
| 2008年（平成20年） | 3,661            | 1,860            |            |
| 2009年（平成21年） | 3,841            | 1,951            |            |
| 2010年（平成22年） | 3,892            | 1,972            |            |
| 2011年（平成23年） | 3,871            | 1,961            |            |
| 2012年（平成24年） | 4,102            | 2,084            |            |
| 2013年（平成25年） | 4,085            | 2,076            |            |
| 2014年（平成26年） | 4,208            | 2,141            |            |
| 2015年（平成27年） | 4,507            | 2,284            |            |
| 2016年（平成28年） | 4,835            | 2,440            |            |
| 2017年（平成29年） | 5,085            | 2,566            |            |
| 2018年（平成30年） | 5,101            | 2,571            |            |
| 2019年（令和元年） | 5,031            |                  |            |
| 2020年（令和 2年） | 3,428            |                  |            |
| 2021年（令和 3年） | 3,900            | 1,959            | [ 東武 3 ] |
| 2022年（令和 4年） | 4,339            | 2,183            | [ 東武 4 ] |
| 2023年（令和05年） | 4,714            | 2,370            | [ 東武 5 ] |
| 2024年（令和06年） | 4,875            | 2,453            | [ 東武 1 ] |

## 駅周辺
駅東側には国道16号、西側には千葉県道17号結城野田線が走る。

### 西口
- 桜の里地区
- 千葉県立清水高等学校
- 野田市立清水台小学校
- 野田清水郵便局
- ベイシア 野田さくらの里店
- ヤックスドラッグ野田店
- セキ薬品 桜の里店
- ケーズデンキ 野田さくらの里店
- WonderREX 野田桜の里店

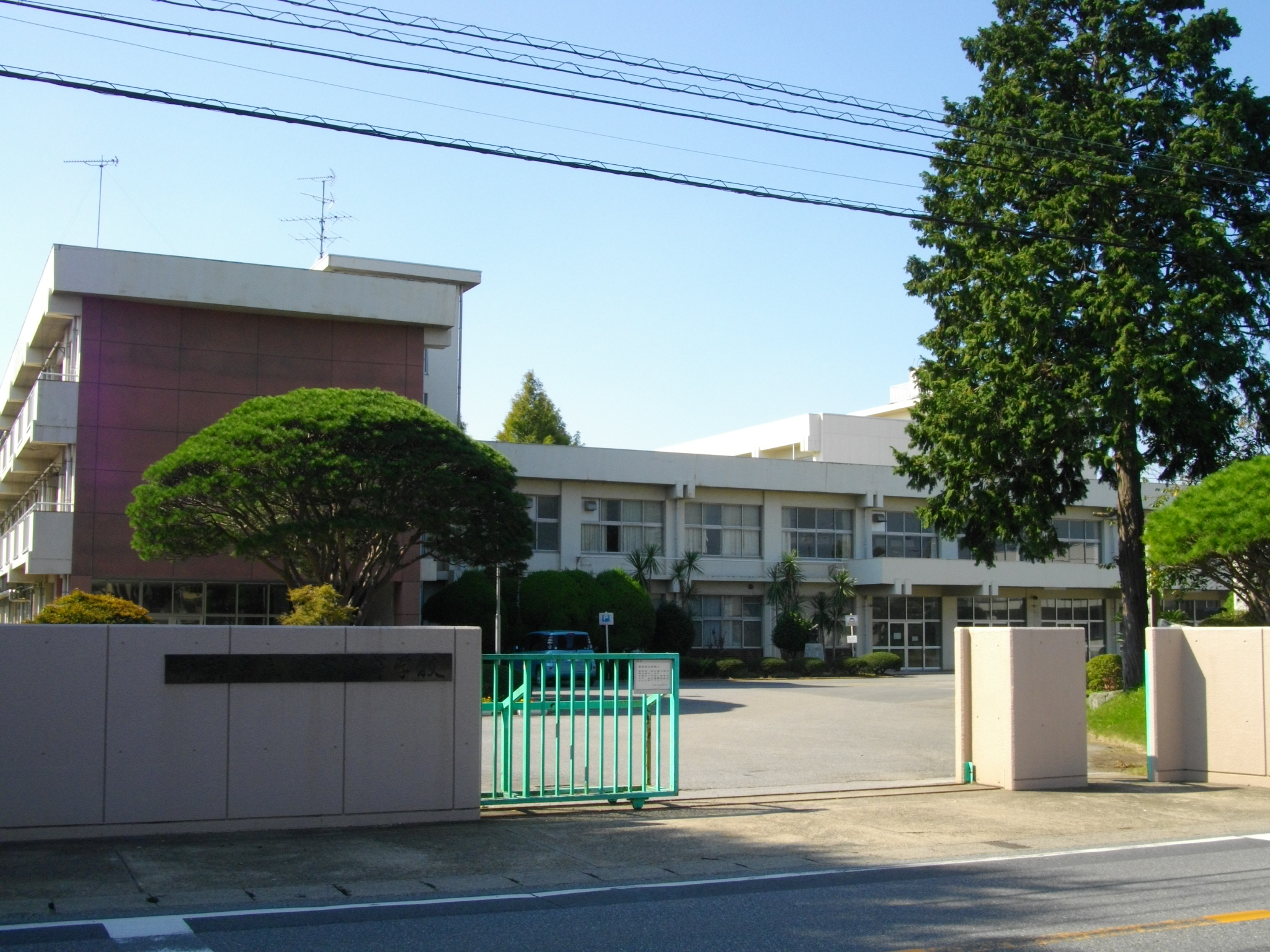
千葉県立清水高等学校

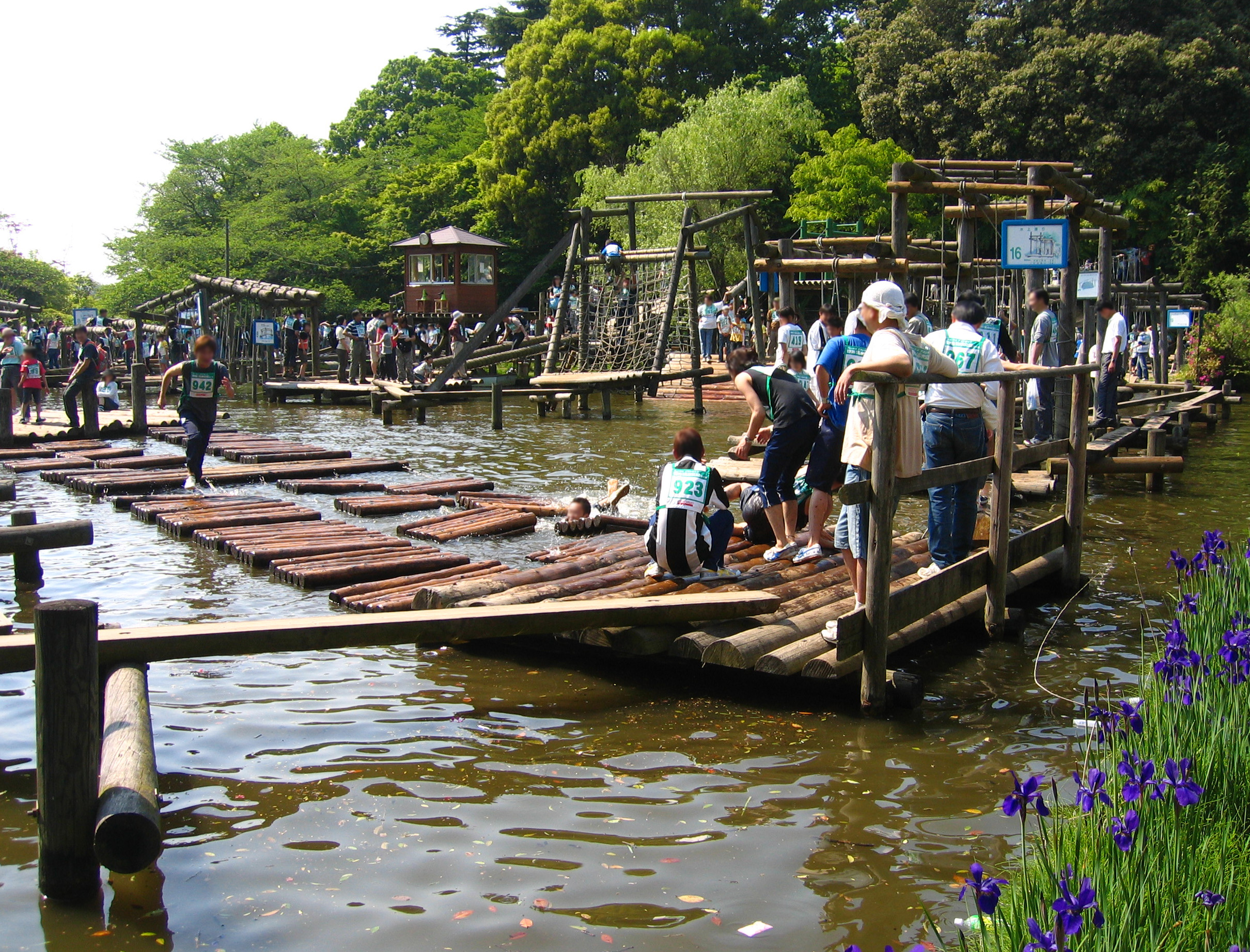
清水公園（フィールド・アスレチック）

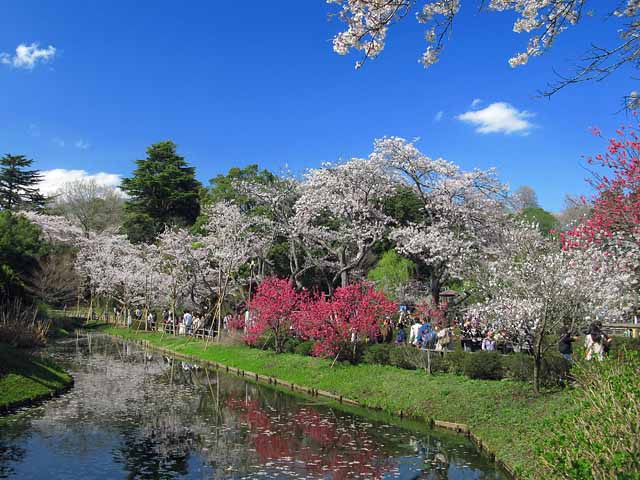
清水公園（花ファンタジア）

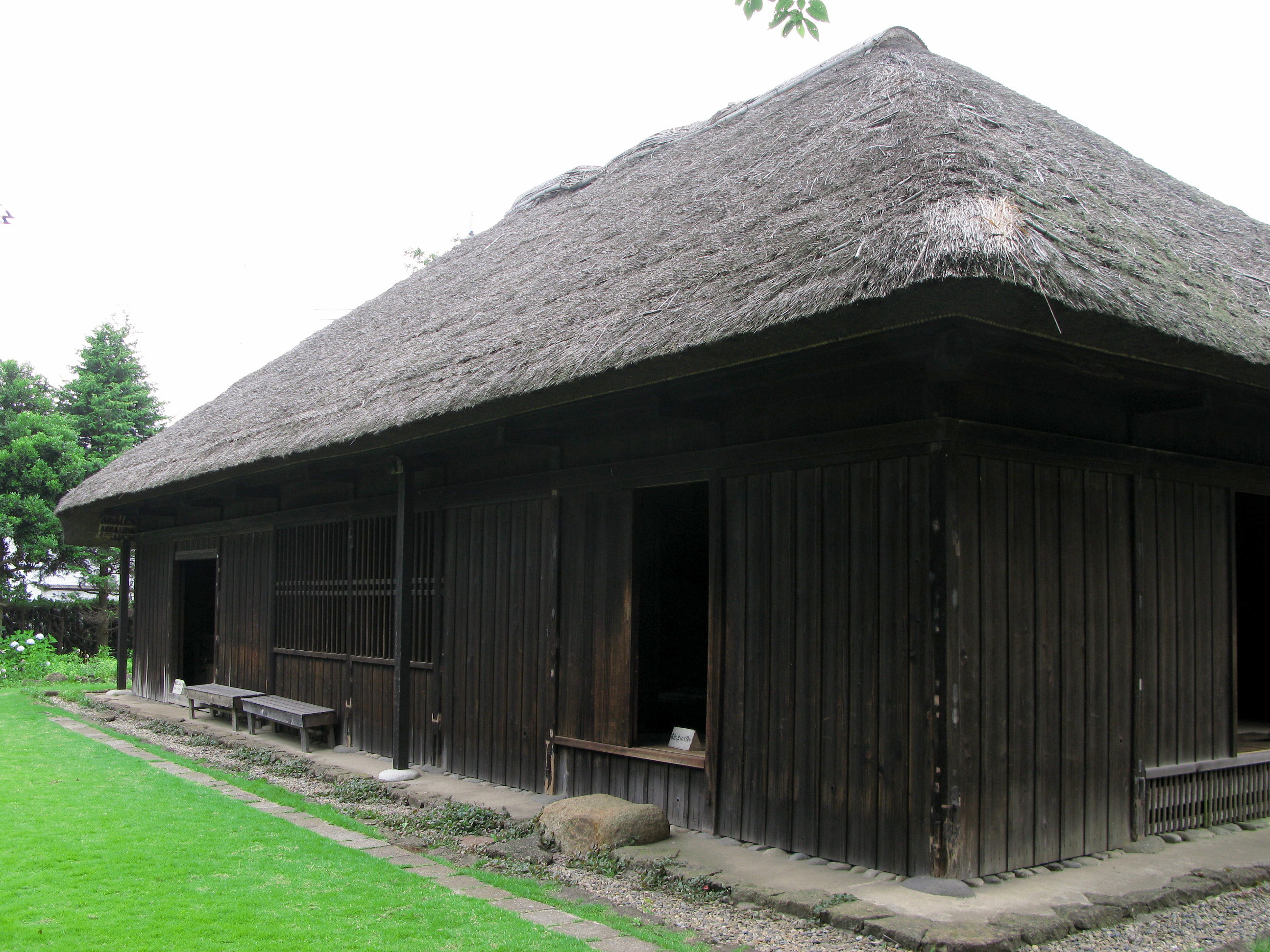
旧花野井家住宅

- 清水公園：駅から公園までの参道が桜並木となっており、この参道も名所の1つである。
  - 慈光山金乗院
  - 野田市総合公園体育館
  - 野田市総合公園陸上競技場
  - 野田市営球場
  - 野田市総合公園水泳場
- 清水市民の森
- 旧花野井家住宅
- 野田貝塚

### 東口

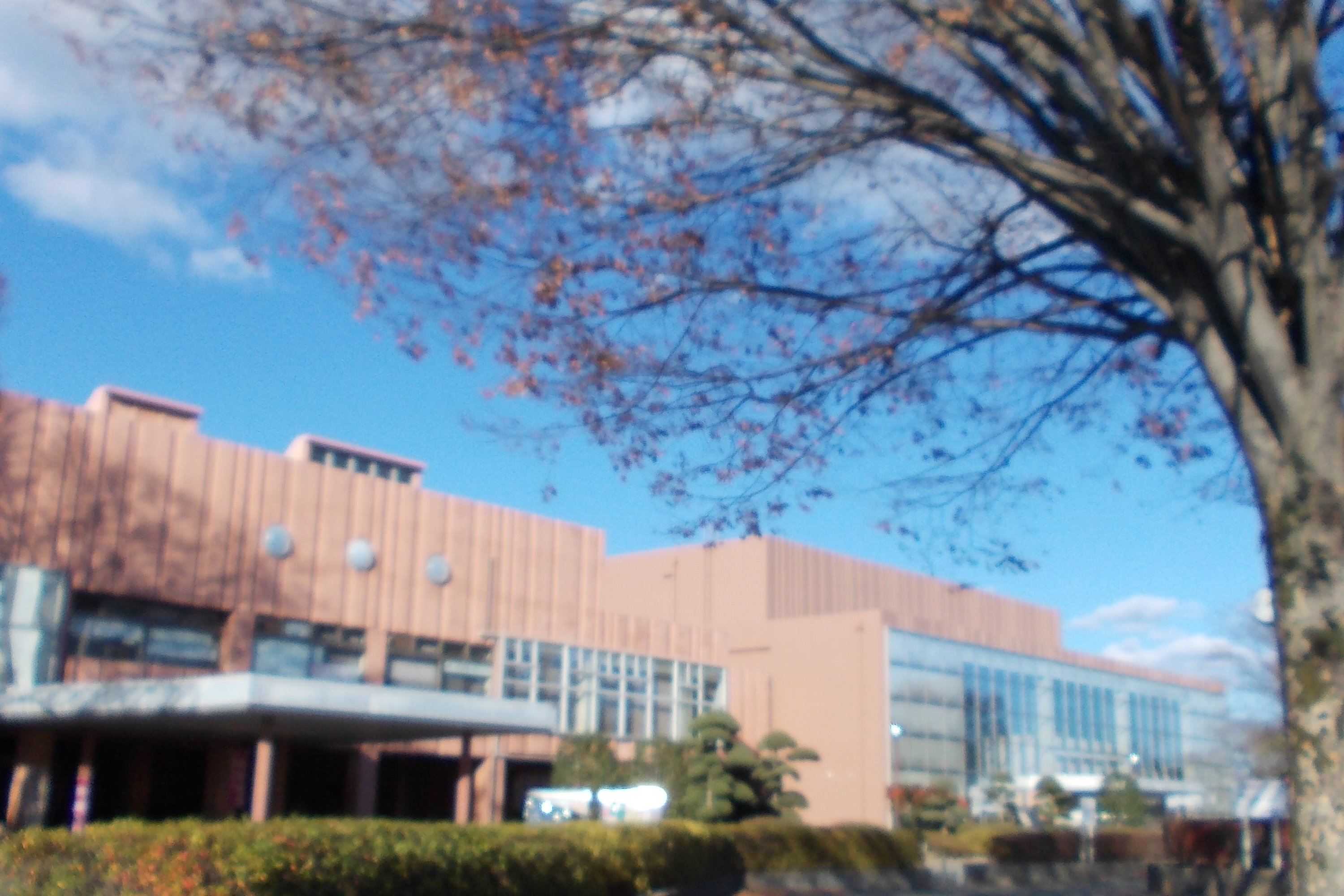
野田市文化センター

1992年（平成4年）より駅東側で住宅地開発が行われており、2006年（平成18年）9月の換地処分に伴い、清水公園東一・二丁目となった。この地区では東武鉄道が2014年（平成26年）から「ソライエ清水公園アーバンパークタウン」という名称で大規模な宅地開発を行っている。
- 吉春地区
- 野田市文化センター
  - 野田市文化会館
  - 野田市中央公民館
  - 野田市総合福祉会館
- 野田市立柳沢小学校
- 岡田病院
- 野田宮崎郵便局
- JAちば東葛 七福支店
- ベルク野田柳沢店
- トライウェル野田店
- セキ 野田宮崎店
- ヤマダアウトレット野田店
- 建デポ 野田店
- 千葉カントリークラブ本部・野田コース
- つつじ公園

## バス路線
西口・東口に野田市コミュニティバス「まめバス」が発着する。
| のりば             | 系統                   | 行先                                | 運行会社                             |
| ------------------ | ---------------------- | ----------------------------------- | ------------------------------------ |
| 清水公園駅（西口） | 5 北ルート清水         | イオンタウン野田七光台 / 野田市役所 | まめバス（茨城急行自動車松伏営業所） |
| 清水公園駅東口     | 4 新北ルート           | いちいのホール / \|野田市役所       | まめバス（茨城急行自動車松伏営業所） |
| 清水公園駅東口     | 企業バス・スクールバス | 野田自動車教習所                    |                                      |
| 清水公園駅東口     | 企業バス・スクールバス | 千葉カントリークラブ野田コース      |                                      |

## 隣の駅
東武鉄道
 東武アーバンパークライン
■急行・■区間急行・■普通
七光台駅 (TD 14) - 清水公園駅 (TD 15) - 愛宕駅 (TD 16)

### 利用状況
東武鉄道の1日平均乗降人員
1. 1 2 3  『駅別乗降人員 2024年度』（PDF）（レポート）東武鉄道、10頁。オリジナルの2025年5月19日時点におけるアーカイブ。2025年5月29日閲覧。
2. ↑  “駅情報（乗降人員）”.   東武鉄道. 2023年6月17日閲覧。
3. ↑  『駅別乗降人員 2021年度』（PDF）（レポート）東武鉄道、2024年、10頁。オリジナルの2024年5月18日時点におけるアーカイブ。
4. ↑  『駅別乗降人員 2022年度』（PDF）（レポート）東武鉄道、2024年、10頁。オリジナルの2024年9月8日時点におけるアーカイブ。
5. ↑  『駅別乗降人員 2023年度』（PDF）（レポート）東武鉄道、2024年、10頁。オリジナルの2024年9月8日時点におけるアーカイブ。